# جين كيمبل
جين كيمبل (بالإنجليزية: Gene Kimball)‏ هو لاعب كرة قاعدة أمريكي، ولد في 30 أغسطس 1850 في روتشستر في الولايات المتحدة، وتوفي بنفس المكان في 2 أغسطس 1882.